# Śląsk Wrocław (piłka nożna) w europejskich pucharach
Występy Śląska Wrocław w europejskich pucharach.
Legenda do wszystkich tabel:
- Q – runda eliminacyjna, 1/16, 1/8, 1/4, 1/2 – odpowiednia faza rozgrywek, Grupa – runda grupowa, 1r gr – pierwsza runda grupowa, 2r gr – druga runda grupowa, F – finał, R – runda, PO – play-off
- k. – rzuty karne, los. – losowanie, Dogr. – dogrywka, w. – zasada bramek strzelonych na wyjeździe

## Wykaz spotkań pucharowych

### 1975–2000
| Sezon   | Rozgrywki                 | Runda | Klub                     | Dom | Wyjazd | Ogólnie |
| ------- | ------------------------- | ----- | ------------------------ | --- | ------ | ------- |
| 1975/76 | Puchar UEFA               | 1R    | GAIS                     | 4–2 | 1–2    | 5–4     |
| 1975/76 | Puchar UEFA               | 2R    | Royal Antwerp            | 1–1 | 2–1    | 3–2     |
| 1975/76 | Puchar UEFA               | 1/8   | Liverpool                | 1–2 | 0–3    | 1–5     |
| 1976/77 | Puchar Zdobywców Pucharów | 1R    | Floriana FC              | 2–0 | 4–1    | 6–1     |
| 1976/77 | Puchar Zdobywców Pucharów | 1/8   | Bohemians                | 3–0 | 1–0    | 4–0     |
| 1976/77 | Puchar Zdobywców Pucharów | 1/4   | SSC Napoli               | 0–0 | 0–2    | 0–2     |
| 1977/78 | Puchar Europy             | 1R    | Lewski Sofia             | 2–2 | 0–3    | 2–5     |
| 1978/79 | Puchar UEFA               | 1R    | Pezoporikos Larnaka      | 5–1 | 2–2    | 7–3     |
| 1978/79 | Puchar UEFA               | 2R    | Vestmannaeyja            | 2–1 | 2–0    | 4–1     |
| 1978/79 | Puchar UEFA               | 1/8   | Borussia Mönchengladbach | 2–4 | 1–1    | 3–5     |
| 1980/81 | Puchar UEFA               | 1R    | Dundee Unted             | 0–0 | 2–7    | 2–7     |
| 1982/83 | Puchar UEFA               | 1R    | Dinamo Moskwa            | 2–2 | 1–0    | 3–2     |
| 1982/83 | Puchar UEFA               | 2R    | Servette FC              | 0–2 | 1–5    | 1–7     |
| 1987/88 | Puchar Zdobywców Pucharów | 1R    | Real Sociedad            | 0–2 | 0–0    | 0–2     |

### 2001–2020
| Sezon   | Rozgrywki     | Runda | Klub                   | Dom | Wyjazd | Ogólnie     |
| ------- | ------------- | ----- | ---------------------- | --- | ------ | ----------- |
| 2011/12 | Liga Europy   | 2Q    | Dundee United          | 1–0 | 2–3    | 3–3, w.     |
| 2011/12 | Liga Europy   | 3Q    | Łokomotiw Sofia        | 0–0 | 0–0    | 0–0, k: 4–3 |
| 2011/12 | Liga Europy   | PO    | Rapid Bukareszt        | 1–3 | 1–1    | 2–4         |
| 2012/13 | Liga Mistrzów | 2Q    | FK Budućnost Podgorica | 0–1 | 2–0    | 2–1         |
| 2012/13 | Liga Mistrzów | 3Q    | Helsingborgs IF        | 0–3 | 1–3    | 1–6         |
| 2012/13 | Liga Europy   | PO    | Hannover 96            | 3–5 | 1–5    | 4–10        |
| 2013/14 | Liga Europy   | 2Q    | Rudar Pljevlja         | 4–0 | 2–2    | 6–2         |
| 2013/14 | Liga Europy   | 3Q    | Club Brugge            | 1–0 | 3–3    | 4–3         |
| 2013/14 | Liga Europy   | PO    | Sevilla FC             | 0–5 | 1–4    | 1–9         |
| 2015/16 | Liga Europy   | 1Q    | NK Celje               | 3–1 | 1–0    | 4–1         |
| 2015/16 | Liga Europy   | 2Q    | IFK Göteborg           | 0–0 | 0–2    | 0–2         |

### 2021–
| Sezon   | Rozgrywki               | Runda | Klub                | Dom | Wyjazd | Ogólnie |
| ------- | ----------------------- | ----- | ------------------- | --- | ------ | ------- |
| 2021/22 | Liga Konferencji Europy | 1Q    | Paide Linnameeskond | 2–0 | 2–1    | 4–1     |
| 2021/22 | Liga Konferencji Europy | 2Q    | Ararat Erywań       | 3–3 | 4–2    | 7–5     |
| 2021/22 | Liga Konferencji Europy | 3Q    | Hapoel Beer Szewa   | 2–1 | 0–4    | 2–5     |
| 2024/25 | Liga Konferencji        | 2Q    | Riga FC             | 3–1 | 0–1    | 3–2     |
| 2024/25 | Liga Konferencji        | 3Q    | FC Sankt Gallen     | 3–2 | 0–2    | 3–4     |

## Szczegóły spotkań

### Puchar UEFA 1975/1976

#### I runda
| 17 września 1975, 19:00 | GAIS · Pålsson 9' 85' (k.) | 2:11:0 | Śląsk Wrocław · Kwiatkowski 82' (k.) | Nya Ullevi, Göteborg Widzów: ~2000 Sędzia: Gordon Cecil Kew |
|                         |                            |        |                                      |                                                             |

| 1 października 1975, 14:00 | Śląsk Wrocław · Sybis 23' 41' 74' · Pawłowski 85' | 4:22:1 | GAIS · H. Johansson 14' 80' | Stadion Olimpijski, Wrocław Widzów: ~15 000 Sędzia: Nikolaos Zlatanos |
|                            |                                                   |        |                             |                                                                       |

#### II runda
| 22 października 1975, 14:00 | Śląsk Wrocław · Pawłowski 23' | 1:11:0 | Royal Antwerp FC · Houwaart 50' | Stadion Olimpijski, Wrocław Widzów: ~15 000 Sędzia: Josef Bucek |
|                             |                               |        |                                 |                                                                 |

| 5 listopada 1975, 20:00 | Royal Antwerp FC · de Schrijver 56' | 1:20:2 | Śląsk Wrocław · Sybis 36' · Pawłowski 41' | Bosuilstadion, Antwerpia Widzów: ~12 000 Sędzia: Alastair McKenzie |
|                         |                                     |        |                                           |                                                                    |

#### III runda
| 26 listopada 1975, 13:00 | Śląsk Wrocław · Pawłowski 79' | 1:20:0 | Liverpool F.C. · Faber 60' (sam.) · Toshack 75' | Stadion Olimpijski, Wrocław Widzów: ~50 000 Sędzia: Hilmi Ok |
|                          |                               |        |                                                 |                                                              |

| 10 grudnia 1975, 20:30 | Liverpool F.C. · Case 23' 30' 47' | 3:02:0 | Śląsk Wrocław | Anfield, Liverpool Widzów: 17 886 Sędzia: Cesare Gussoni |
|                        |                                   |        |               |                                                          |

### Puchar Zdobywców Pucharów 1976/1977

#### I runda
| 23 września 1976, 15:45 | Floriana FC · Vassallo 79' | 1:40:1 | Śląsk Wrocław · Garłowski 31' (k.) 57' · Kwiatkowski 47' 74' | Empire Stadium Gżira Widzów: ~2200 Sędzia: Gianfranco Menegali |
|                         |                            |        |                                                              |                                                                |

| 29 września 1976, 14:00 | Śląsk Wrocław · Pawłowski 60' · Erlich 70' | 2:00:0 | Floriana FC | Stadion Olimpijski, Wrocław Widzów: ~12 000 Sędzia: Constantin Ghita |
|                         |                                            |        |             |                                                                      |

#### II runda
| 20 października 1976, 13:30 | Śląsk Wrocław · Kwiatkowski 1' · Sybis 50' 52' | 3:01:0 | Bohemian F.C. | Stadion Olimpijski, Wrocław Widzów: ~12 000 Sędzia: Rolf Haugen |
|                             |                                                |        |               |                                                                 |

| 3 listopada 1976, 20:00 | Bohemian F.C. | 0:1 | Śląsk Wrocław · Pawłowski 31' | Dalymount Park, Dublin Widzów: ~4000 Sędzia: Jacques Colling |
|                         |               |     |                               |                                                              |

#### Ćwierćfinał
| 2 marca 1977, 15:00 | Śląsk Wrocław | 0:0 | SSC Napoli | Stadion Olimpijski, Wrocław Widzów: ~40 000 Sędzia: Eric Fredriksson |
|                     |               |     |            |                                                                      |

| 16 marca 1977, 20:00 | SSC Napoli · Massa 9' · Chiarugi 50' | 2:01:0 | Śląsk Wrocław | Stadio San Paolo, Neapol Widzów: ~60 000 Sędzia: Orhan Cebe |
|                      |                                      |        |               |                                                             |

### Puchar Europy Mistrzów Klubowych 1977/1978

#### I runda
| 14 września 1977, 16:30 | Lewski Sofia · Panow 19' · Miłanow 40' 42' | 3:0 | Śląsk Wrocław | Stadion im. Wasyla Lewskiego, Sofia Widzów: ~50 000 Sędzia: Walentin Lipatow |
|                         |                                            |     |               |                                                                              |

| 28 września 1977, 14:00 | Śląsk Wrocław · Pawłowski 22' · Kopycki 76' | 2:21:1 | Lewski Sofia · Panow 28' 58' | Stadion Olimpijski, Wrocław Widzów: ~30 000 Sędzia: Károly Palotai |
|                         |                                             |        |                              |                                                                    |

### Puchar UEFA 1978/1979

#### I runda
| 16 września 1978, 15:30 | Pezoporikos Larnaka · Theofanous 40' 64' | 2:21:1 | Śląsk Wrocław · Pawłowski 44' (k.) · Sybis 86' | Stadion GSD, Larnaka Widzów: ~9000 Sędzia: Atanas Matjejew |
|                         |                                          |        |                                                |                                                            |

| 27 września 1978, 18:00 | Śląsk Wrocław · Garłowski 12' · Faber 30' · Olesiak 34' · Kwiatkowski 60' · Sybis 87' | 5:13:1 | Pezoporikos Larnaka · Lambrou 13' | Stadion Olimpijski, Wrocław Widzów: ~10 000 Sędzia: Volker Roth |
|                         |                                                                                       |        |                                   |                                                                 |

#### II runda
| 21 października 1978, 14:00 | Vestmannaeyja | 0:20:0 | Śląsk Wrocław · Kwiatkowski 52' · Faber 68' | Laugardalsvöllur, Reykjavík Widzów: ~2000 Sędzia: Dominic Byrne |
|                             |               |        |                                             |                                                                 |

| 2 listopada 1978, 17:00 | Śląsk Wrocław · Nocko 15' · Kwiatkowski 86' | 2:11:1 | Vestmannaeyja · Hallgrimsson 31' | Stadion Olimpijski, Wrocław Widzów: ~5000 Sędzia: Antonin Vencel |
|                         |                                             |        |                                  |                                                                  |

#### III runda
| 22 listopada 1978, 20:30 | Borussia Mönchengladbach · Kulik 37' (k.) | 1:11:0 | Śląsk Wrocław · Olesiak 50' | Bökelbergstadion, Mönchengladbach Widzów: ~25 000 Sędzia: David Syme |
|                          |                                           |        |                             |                                                                      |

| 6 grudnia 1978, 17:00 | Śląsk Wrocław · Pawłowski 25' (k.) 49' | 2:41:1 | Borussia Mönchengladbach · Simonsen 37' 85' 89' · Nielsen 48' | Stadion Olimpijski, Wrocław Widzów: ~35 000 Sędzia: Patrick Partridge |
|                       |                                        |        |                                                               |                                                                       |

### Puchar UEFA 1980/1981

#### I runda
| 17 września 1980, 17:00 | Śląsk Wrocław | 0:0 | Dundee United | Stadion Olimpijski, Wrocław Widzów: ~7000 Sędzia: Svein Inge Thime |
|                         |               |     |               |                                                                    |

| 1 października 1980, 17:00 | Dundee United · Dodds 6' 73' · Stark 26' · Pettigrew 56' 66' 70' · Payne 87' (k.) | 7:22:1 | Śląsk Wrocław · Pawłowski 37' 89' | Tannadice Park, Dundee Widzów: ~15 000 Sędzia: Kjell Johansson |
|                            |                                                                                   |        |                                   |                                                                |

### Puchar UEFA 1982/1983

#### I runda
| 15 września 1982, 19:00 | Śląsk Wrocław · Sybis 1' · Socha 17' | 2:22:1 | Dinamo Moskwa · Mieńkutow 35' · Dżawadow 50' | Stadion Olimpijski, Wrocław Widzów: ~17 000 Sędzia: Svein Inge Thime |
|                         |                                      |        |                                              |                                                                      |

| 29 września 1982, 17:00 | Dinamo Moskwa | 0:1 | Śląsk Wrocław · Tarasiewicz 17' | Stadion Dynamo, Moskwa Widzów: ~30 000 Sędzia: Dieter Pauly |
|                         |               |     |                                 |                                                             |

#### II runda
| 21 października 1982, 17:00 | Śląsk Wrocław | 0:20:0 | Servette FC · Decastel 68' · Favre 79' | Stadion Olimpijski, Wrocław Widzów: ~20 000 Sędzia: John Carpenter |
|                             |               |        |                                        |                                                                    |

| 4 listopada 1982, 12:00 | Servette FC · Favre 27' (k.) 47' · Decastel 35' 73' · Brigger 37' | 5:13:1 | Śląsk Wrocław · Prusik 29' | Stade des Charmilles, Genewa Widzów: ~9000 Sędzia: Heinz Fahnler |
|                         |                                                                   |        |                            |                                                                  |

### Puchar Zdobywców Pucharów 1987/1988

#### I runda
| 16 września 1987, 21:00 | Real Sociedad | 0:0 | Śląsk Wrocław | San Mamés, Bilbao Widzów: ~15 000 Sędzia: Carlo Longhi |
|                         |               |     |               |                                                        |

| 30 września 1987, 19:00 | Śląsk Wrocław | 0:20:0 | Real Sociedad · Loren 76' · Beguiristáin 82' | Stadion Olimpijski, Wrocław Widzów: ~40 000 Sędzia: Jan Keizer |
|                         |               |        |                                              |                                                                |

### Liga Europy 2011/2012

#### II runda kwalifikacyjna
| 14 lipca 2011, 16:45 | Śląsk Wrocław · Voskamp 75' | 1:00:0 | Dundee United | Stadion przy ul. Oporowskiej, Wrocław Widzów: ~8500 Sędzia: Tom Harald Hagen |
|                      |                             |        |               |                                                                              |

| 21 lipca 2011, 20:45 | Dundee United · Watson 2' · Goodwillie 5' · Daly 44' (k.) | 3:23:1 | Śląsk Wrocław · Elsner 15' · Dudek 74' | Tannadice Park, Dundee Widzów: 11 306 Sędzia: Antonio Miguel Mateu Lahoz |
|                      |                                                           |        |                                        |                                                                          |

#### III runda kwalifikacyjna
| 28 lipca 2011, 16:45 | Śląsk Wrocław | 0:0 | Łokomotiw Sofia | Stadion przy ul. Oporowskiej, Wrocław Widzów: ~6500 Sędzia: Mauro Bergonzi |
|                      |               |     |                 |                                                                            |

| 4 sierpnia 2011, 19:30                         | Łokomotiw Sofia | 0:0 (po dogrywce) k. 3:40:0         | Śląsk Wrocław | Stadion Narodowy im. Wasyla Lewskiego, Sofia Widzów: ~2000 Sędzia: Oliver Drachta |
|                                                |                 |                                     |               |                                                                                   |
|                                                |                 | Rzuty karne                         |               |                                                                                   |
| Goranow · Jordanow · Iwanow · Dobrew · Dafczew |                 | Sztylka · Mila · Madej · Pietrasiak |               |                                                                                   |

#### Play-off
| 18 sierpnia 2011, 20:00 | Śląsk Wrocław · Mila 16' | 1:31:2 | Rapid Bukareszt · Grigore 23' · Roman 34' · Apostol 79' | Stadion przy ul. Oporowskiej, Wrocław Widzów: ~7300 Sędzia: Michael Weiner |
|                         |                          |        |                                                         |                                                                            |

| 25 sierpnia 2011, 20:00 | Rapid Bukareszt · Pancu 12' | 1:11:0 | Śląsk Wrocław · Sobota 90' | Stadion Dan Păltinișanu, Timișoara Widzów: ~6000 Sędzia: Martin Hansson |
|                         |                             |        |                            |                                                                         |

### Liga Mistrzów 2012/2013

#### II runda kwalifikacyjna
| 18 lipca 2012, 20:45 | Budućnost Podgorica | 0:20:1 | Śląsk Wrocław · Elsner 19' · Mila 49' (k.) | Stadion Pod Goricom, Podgorica Widzów: ~6000 Sędzia: Clément Turpin |
|                      |                     |        |                                            |                                                                     |

| 25 lipca 2012, 20:45 | Śląsk Wrocław | 0:1 | Budućnost Podgorica · Vukčević 15' | Stadion Miejski, Wrocław Widzów: 18 222 Sędzia: Michael Oliver |
|                      |               |     |                                    |                                                                |

#### III runda kwalifikacyjna
| 1 sierpnia 2012, 20:45 | Śląsk Wrocław | 0:30:1 | Helsingborgs IF · Finnbogason 37' · Andersson 72' · Nordmark 86' | Stadion Miejski, Wrocław Widzów: 13 522 Sędzia: Ivan Bebek |
|                        |               |        |                                                                  |                                                            |

| 8 sierpnia 2012, 18:00 | Helsingborgs IF · Sørum 43' 49' 68' | 3:11:1 | Śląsk Wrocław · Díaz 31' | Olympia, Helsingborg Widzów: 4836 Sędzia: Deniz Aytekin |
|                        |                                     |        |                          |                                                         |

### Liga Europy 2012/2013

#### Play-off
| 23 sierpnia 2012, 20:45 | Śląsk Wrocław · Jodłowiec 35' · Patejuk 54' · Kaźmierczak 61' | 3:51:3 | Hannover 96 · Andreasen 7' 82' · Schlaudraff 25' · Stindl 40' · Schmiedebach 85' | Stadion Miejski, Wrocław Widzów: 13 644 Sędzia: Paolo Tagliavento |
|                         |                                                               |        |                                                                                  |                                                                   |

| 30 sierpnia 2012, 20:45 | Hannover 96 · Abdellaoue 21' (k.) · Huszti 35' 88' · Sobiech 68' 84' | 5:12:1 | Śląsk Wrocław · Kaźmierczak 10' | AWD-Arena, Hanower Widzów: 32 566 Sędzia: Siergiej Karasiow |
|                         |                                                                      |        |                                 |                                                             |

### Liga Europy 2013/2014

#### II runda kwalifikacyjna
| 18 lipca 2013, 20:45 | Śląsk Wrocław · Paixão 5' 9' · Sobota 56' · Plaku 70' | 4:02:0 | Rudar Pljevlja | Stadion Miejski, Wrocław Widzów: 14 797 Sędzia: Andreas Ekberg |
|                      |                                                       |        |                |                                                                |

| 25 lipca 2013, 17:30 | Rudar Pljevlja · Jovanović 56' · Bambur 90' | 2:20:2 | Śląsk Wrocław · Sobota 31' · Paixão 34' | Stadion Pod Goricom, Podgorica Widzów: ~300 Sędzia: Luc Wouters |
|                      |                                             |        |                                         |                                                                 |

#### III runda kwalifikacyjna
| 1 sierpnia 2013, 20:45 | Śląsk Wrocław · Plaku 65' | 1:00:0 | Club Brugge | Stadion Miejski, Wrocław Widzów: 17 134 Sędzia: Anthony Taylor |
|                        |                           |        |             |                                                                |

| 8 sierpnia 2013, 20:45 | Club Brugge · Refa’elow 58' · Duarte 80' · De Sutter 90' | 3:30:1 | Śląsk Wrocław · Sobota 9' 76' · Paixão 60' | Jan Breydel Stadion, Brugia Widzów: 25 945 Sędzia: Miroslav Zelinka |
|                        |                                                          |        |                                            |                                                                     |

#### Play-off
| 22 sierpnia 2013, 21:30 | Sevilla FC · Rakitić 36' · Marin 67' 89' · Gameiro 85' | 4:11:1 | Śląsk Wrocław · Paixão 16' | Estadio Ramón Sánchez Pizjuán, Sewilla Widzów: ~19 000 Sędzia: Manuel Gräfe |
|                         |                                                        |        |                            |                                                                             |

| 29 sierpnia 2013, 20:45 | Śląsk Wrocław | 0:50:2 | Sevilla FC · Rakitić 22' · Bacca 38' 87' · Samperio 71' · Perotti 78' | Stadion Miejski, Wrocław Widzów: 41 955 Sędzia: Firat Aydinus |
|                         |               |        |                                                                       |                                                               |

### Liga Europy 2015/2016

#### I runda kwalifikacyjna
| 2 lipca 2015, 20:00 | NK Celje | 0:1 | Śląsk Wrocław · Pich 32' | Arena Petrol, Celje Widzów: 4900 Sędzia: Enea Jorgji |
|                     |          |     |                          |                                                      |

| 9 lipca 2015, 20:00 | Śląsk Wrocław · Ostrowski 46' · Kiełb 56' 90' | 3:10:0 | NK Celje · Firer 80' | Stadion Miejski, Wrocław Widzów: 12 364 Sędzia: Anatolij Żabczenko |
|                     |                                               |        |                      |                                                                    |

#### II runda kwalifikacyjna
| 16 lipca 2015, 20:30 | Śląsk Wrocław | 0:0 | IFK Göteborg | Stadion Miejski, Wrocław Widzów: 16 978 Sędzia: Jesús Gil Manzano |
|                      |               |     |              |                                                                   |

| 23 lipca 2015, 19:00 | IFK Göteborg · Engvall 55' · Boman 59' | 2:00:0 | Śląsk Wrocław | Gamla Ullevi, Göteborg Widzów: 10 823 Sędzia: Serdar Gözübüyük |
|                      |                                        |        |               |                                                                |

### Liga Konferencji Europy 2021/2022

#### I runda kwalifikacyjna
| 8 lipca 2021, 20:00 | Paide Linnameeskond · Yusif 77' | 1:20:0 | Śląsk Wrocław · Piasecki 66' · Tamás 89' | Pärnu Rannastaadion, Parnawa Widzów: 1 405 Sędzia: Aszot Ghaltachczjan |
|                     |                                 |        |                                          |                                                                        |

| 15 lipca 2021, 21:00 | Śląsk Wrocław · Janasik 41' · García 66' | 2:01:0 | Paide Linnameeskond | Stadion Miejski, Wrocław Widzów: 10.657 Sędzia: Luka Bilbija |
|                      |                                          |        |                     |                                                              |

#### II runda kwalifikacyjna
| 22 lipca 2021, 15:00 | Ararat Erywań · Bravo 49' · Hakobjan 84' | 2:40:1 | Śląsk Wrocław · Golla 20' · Piasecki 50' · Róbert Pich 70' 90' | Stadion Miejski, Giumri Widzów: 2 350 Sędzia: Nikola Popov |
|                      |                                          |        |                                                                |                                                            |

| 29 lipca 2021, 20:00 | Śląsk Wrocław · Pich 2' 65' · Lewkot 58' | 3:31:2 | Ararat Erywań · Kone 40' 42' · Silue 89' | Stadion Miejski, Wrocław Widzów: 10 245 Sędzia: Iwan Arwel Griffith |
|                      |                                          |        |                                          |                                                                     |

#### III runda kwalifikacyjna
| 5 sierpnia 2021, 20:00 | Śląsk Wrocław · Expósito 9' · Pich 43' (k.) | 2:1 | Hapoel Beer Szewa · Bareiro 31' | Stadion Miejski, Wrocław Widzów: 11 609 Sędzia: Pavel Orel |
|                        |                                             |     |                                 |                                                            |

| 12 sierpnia 2021, 19:00 | Hapoel Beer Szewa · Ansah 2' 54' · Safouri 7' · Shviro 82' | 4:02:0 | Śląsk Wrocław | Stadion ha-Moszawa, Petach Tikwa Widzów: 5 109 Sędzia: Ruddy Buquet |
|                         |                                                            |        |               |                                                                     |

### Liga Konferencji 2024/2025

#### II runda kwalifikacyjna
| 24 lipca 2024, 18:00 | Riga FC · Niang 7' | 1:0 | Śląsk Wrocław | Stadion Skonto, Ryga Widzów: 6 013 Sędzia: Christian-Petru Ciochircă |
|                      |                    |     |               |                                                                      |

| 1 sierpnia 2024, 20:30 | Śląsk Wrocław · Leiva 6' (k.) 52' · Petrow 49' | 3:11:1 | Riga FC · Babec 33' | Stadion Miejski, Wrocław Widzów: 20 723 Sędzia: Genc Nuza |
|                        |                                                |        |                     |                                                           |

#### III runda kwalifikacyjna
| 7 sierpnia 2024, 20:30 | FC Sankt Gallen · Akolo 5' · Geubbels 41' | 2:0 | Śląsk Wrocław | Kybunpark, St. Gallen Widzów: 15 090 Sędzia: Jan Petřik |
|                        |                                           |     |               |                                                         |

| 15 sierpnia 2024, 20:30 | Śląsk Wrocław · Schwarz 41' · Samiec-Talar 43' · Petkow 45' | 3:23:1 | FC Sankt Gallen · Toma 21' · Geubbels 90' (k.) | Stadion Miejski, Wrocław Widzów: 18 053 Sędzia: Duje Strukan |
|                         |                                                             |        |                                                |                                                              |